# Agrothereutes australis
Agrothereutes australis là một loài tò vò trong họ Ichneumonidae.